# Naucèlas
Naucèlas és un municipi francès, situat al departament de Cantal i a la regió d'Alvèrnia-Roine-Alps. L'any 2007 tenia 1.925 habitants.

## Demografia

### Població
El 2007 la població de fet de Naucelles era de 1.925 persones. Hi havia 773 famílies de les quals 138 eren unipersonals (67 homes vivint sols i 71 dones vivint soles), 305 parelles sense fills, 290 parelles amb fills i 40 famílies monoparentals amb fills.
La població ha evolucionat segons el següent gràfic:
Habitants censats

### Habitatges
El 2007 hi havia 819 habitatges, 773 eren l'habitatge principal de la família, 26 eren segones residències i 20 estaven desocupats. 807 eren cases i 11 eren apartaments. Dels 773 habitatges principals, 668 estaven ocupats pels seus propietaris, 99 estaven llogats i ocupats pels llogaters i 5 estaven cedits a títol gratuït; 1 tenia una cambra, 10 en tenien dues, 35 en tenien tres, 214 en tenien quatre i 513 en tenien cinc o més. 690 habitatges disposaven pel capbaix d'una plaça de pàrquing. A 299 habitatges hi havia un automòbil i a 435 n'hi havia dos o més.

### Piràmide de població
La piràmide de població per edats i sexe el 2009 era:
| Homes | Edats   | Dones |
| ----- | ------- | ----- |
| 0     | 95 o +  | 0     |
| 0     | 90 a 94 | 4     |
| 12    | 85 a 89 | 16    |
| 8     | 80 a 84 | 16    |
| 28    | 75 a 79 | 12    |
| 44    | 70 a 74 | 28    |
| 32    | 65 a 69 | 68    |
| 56    | 60 a 64 | 60    |
| 52    | 55 a 59 | 56    |
| 48    | 50 a 54 | 56    |
| 88    | 45 a 49 | 80    |
| 120   | 40 a 44 | 96    |
| 52    | 35 a 39 | 76    |
| 40    | 30 a 34 | 32    |
| 40    | 25 a 29 | 32    |
| 24    | 20 a 24 | 16    |
| 100   | 15 a 19 | 80    |
| 104   | 10 a 14 | 84    |
| 56    | 5 a 9   | 52    |
| 28    | 0 a 4   | 16    |

## Economia
El 2007 la població en edat de treballar era de 1.243 persones, 919 eren actives i 324 eren inactives. De les 919 persones actives 880 estaven ocupades (456 homes i 424 dones) i 39 estaven aturades (15 homes i 24 dones). De les 324 persones inactives 135 estaven jubilades, 113 estaven estudiant i 76 estaven classificades com a «altres inactius».

### Ingressos
El 2009 a Naucelles hi havia 790 unitats fiscals que integraven 2.001,5 persones, la mediana anual d'ingressos fiscals per persona era de 19.662 €.

### Activitats econòmiques
Dels 64 establiments que hi havia el 2007, 1 era d'una empresa extractiva, 4 d'empreses de fabricació d'altres productes industrials, 18 d'empreses de construcció, 19 d'empreses de comerç i reparació d'automòbils, 6 d'empreses de transport, 2 d'empreses d'hostatgeria i restauració, 1 d'una empresa immobiliària, 7 d'empreses de serveis, 3 d'entitats de l'administració pública i 3 d'empreses classificades com a «altres activitats de serveis».
Dels 25 establiments de servei als particulars que hi havia el 2009, 1 era una oficina de correu, 5 tallers de reparació d'automòbils i de material agrícola, 1 autoescola, 3 paletes, 5 guixaires pintors, 2 fusteries, 2 lampisteries, 3 electricistes, 2 perruqueries i 1 restaurant.
Dels 3 establiments comercials que hi havia el 2009, 1 era una gran superfície de material de bricolatge, 1 una botiga de menys de 120 m² i 1 una carnisseria.
L'any 2000 a Naucelles hi havia 25 explotacions agrícoles que ocupaven un total de 759 hectàrees.

## Equipaments sanitaris i escolars
L'únic equipament sanitari que hi havia el 2009 era una farmàcia.
El 2009 hi havia una escola elemental.

## Poblacions més properes
El següent diagrama mostra les poblacions més properes.